# Torre de Velerín
La Torre de Velerín, també anomenada Torre de Albelerín, és una torre alimara situada al litoral del municipi de Estepona, a la província de Màlaga.
Té forma troncocònica amb un perímetre d'uns 23 metres i una altura d'uns 11 metres. Està situada a la platja, prop de la desembocadura del riu Velerín i va ser construïda el segle XVI.
Igual que altres torres almenaras del litoral mediterrani andalús, la torre formava part d'un sistema de vigilància de la costa emprat per àrabs i cristians i, com les altres torres, està declarada Bé d'Interès Cultural. A la costa d'Estepona existeixen 7 d'aquestes torres.
La seva fàbrica és de maçoneria amb ús de maó en obertures i volta interior, entre d'altres elements.